# Polygonum praelongum
Polygonum praelongum är en slideväxtart som beskrevs av Coode & Cullen. Polygonum praelongum ingår i släktet trampörter, och familjen slideväxter. Inga underarter finns listade i Catalogue of Life.